# Шури
Шури (пол. Szury) — село в Польщі, у гміні Шиплішки Сувальського повіту Підляського воєводства.
У 1975-1998 роках село належало до Сувальського воєводства. Воно розташоване приблизно за 5 км на південний захід від Шиплішків, за 16 км на північ від Сувалків і за 123 км на північ від обласного центру Білостока.